# DSL-Splitter
Ein DSL-Splitter (engl. to split: aufteilen, aufspalten), auch Splitter, DSL-Weiche oder BBAE (broadband access equipment, Breitbandanschlusseinheit) genannt, ist ein Gerät, das eine einzelne Amtsleitung für die gleichzeitige Verwendung von einem analogen Telefon (oder ISDN) und DSL-Breitband-Internet aufteilt. Dazu werden die Frequenzen von Telefon und DSL, die gemeinsam über eine Teilnehmeranschlussleitung (TAL) übertragen werden, in Empfangsrichtung aufgeteilt und in Senderichtung zusammengeführt. Ein Splitter wird an beiden Enden der Teilnehmeranschlussleitung benötigt.
Sogenannte All-IP-Anschlüsse (auch Next Generation Network), die Telefonie über eine Internetverbindung ermöglichen, können splitterlos ausgeführt werden und dann die niedrigen Frequenzbereiche für zusätzliche Übertragungskapazität nutzen.

## Eigenschaften und Funktionen

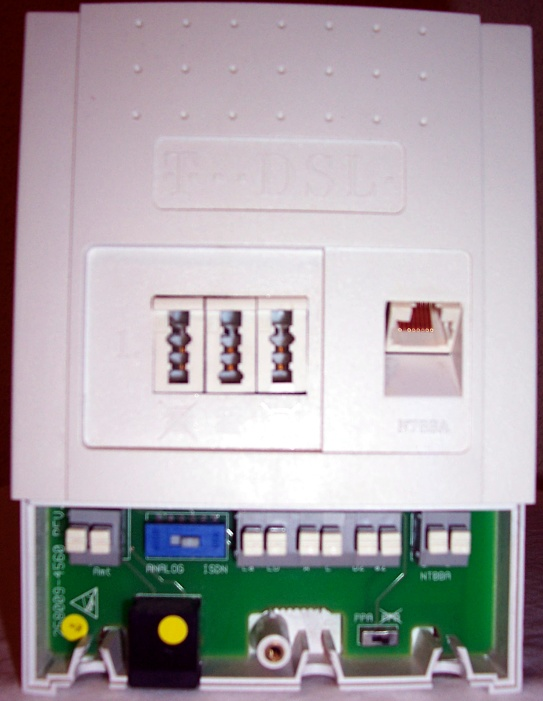
Geöffneter DSL-Splitter von 1999 mit manuellem Umschalter (blau) zwischen ANALOG (Annex A) und ISDN (Annex B)

Elektrotechnisch gesehen ist ein Splitter eine Frequenzweiche. Die Hochpass-Filterkomponente zum Anschluss des DSL-Modems ist nur rudimentär als kapazitive Kopplung ausgeführt (je ein Kondensator mit 27 nF und 400 V seriell in den beiden Leitungen, die zum DSL-Modem führen), während die Tiefpass-Filterschaltung zum Anschluss von herkömmlichen Festnetz-Endgeräten oder ISDN-NTBAs wesentlich aufwendiger realisiert ist.
In Deutschland wird für ISDN-Anschlüsse auf der TAL (UK0-Schnittstelle) der 4B3T-Leitungscode verwendet, wodurch die Frequenzen zwischen 0 und 120 kHz belegt werden. Frequenzen oberhalb von 138 kHz können dann für DSL verwendet werden (Annex B). Für analoge Telefonanschlüsse werden üblicherweise nur Frequenzen unterhalb von 25 kHz verwendet, daher können Frequenzen ab ca. 25 kHz (Kanal 6) aus technischer Sicht für DSL verwendet werden (Annex A), wodurch sich höhere Reichweiten und Datenübertragungsraten erzielen lassen. Aus Gründen der Massenproduktion, der einfacheren Betriebstechnik und insbesondere Vermarktungsgründen (keine Schlechterstellung von ISDN) werden für analoge und digitale Telefonanschlüsse in Deutschland von der Deutschen Telekom nur Splitter für Annex B verwendet. Außerhalb Deutschlands, so etwa in der Slowakei, werden an analogen Telefonanschlüssen jedoch überall Splitter für Annex A eingesetzt.
In der Ortsvermittlungsstelle wird der Splitter nicht als separates Gerät ausgeführt, sondern schaltungstechnisch auf die Leiterplatte eines DSLAM integriert oder als sogenannter MDF-integrierter Splitter im Hauptverteiler fest eingebaut.
An Analoganschlüssen außerhalb Deutschlands ist anstelle der hier besprochenen Splitter-Technik eine andere Frequenzfilteranordnung üblich: Dort wird vor das DSL-Modem ein Hochpassfilter geschaltet oder dieses ist bereits im Modem integriert, und vor jedes (meist parallel zum Modem geschaltete) analoge Endgerät wird ein Tiefpassfilter geschaltet. Diese Frequenzfilter-Installationsform ist auch an Analoganschlüssen in Deutschland möglich (ein Splitter kann auch als einfacher Tiefpass- oder Hochpassfilter genutzt werden), jedoch hat sie aufgrund von dadurch erzeugten Stichleitungen gegebenenfalls eine verminderte Qualität des DSL-Signals zur Folge.
Einen Schaltplan für einen DSL-Splitter findet man in Fig. 5 des US-Patents Nr. US6728367. Mittlerweile stehen wenig aufwendige Filterschaltungen auch für VDSL-Anforderungen zur Verfügung.

## Anschlüsse

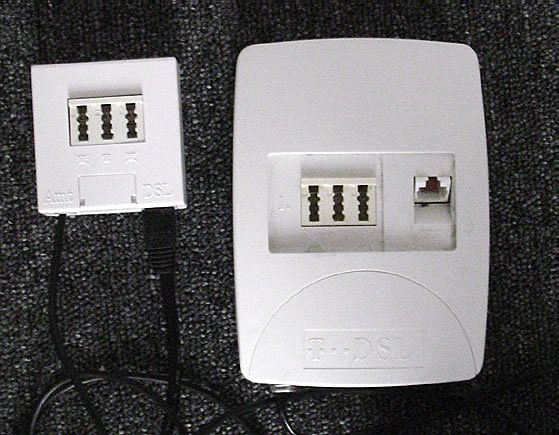
Zwei verschiedene Splitter-Generationen: 2002 (rechts) und 2005 (links)

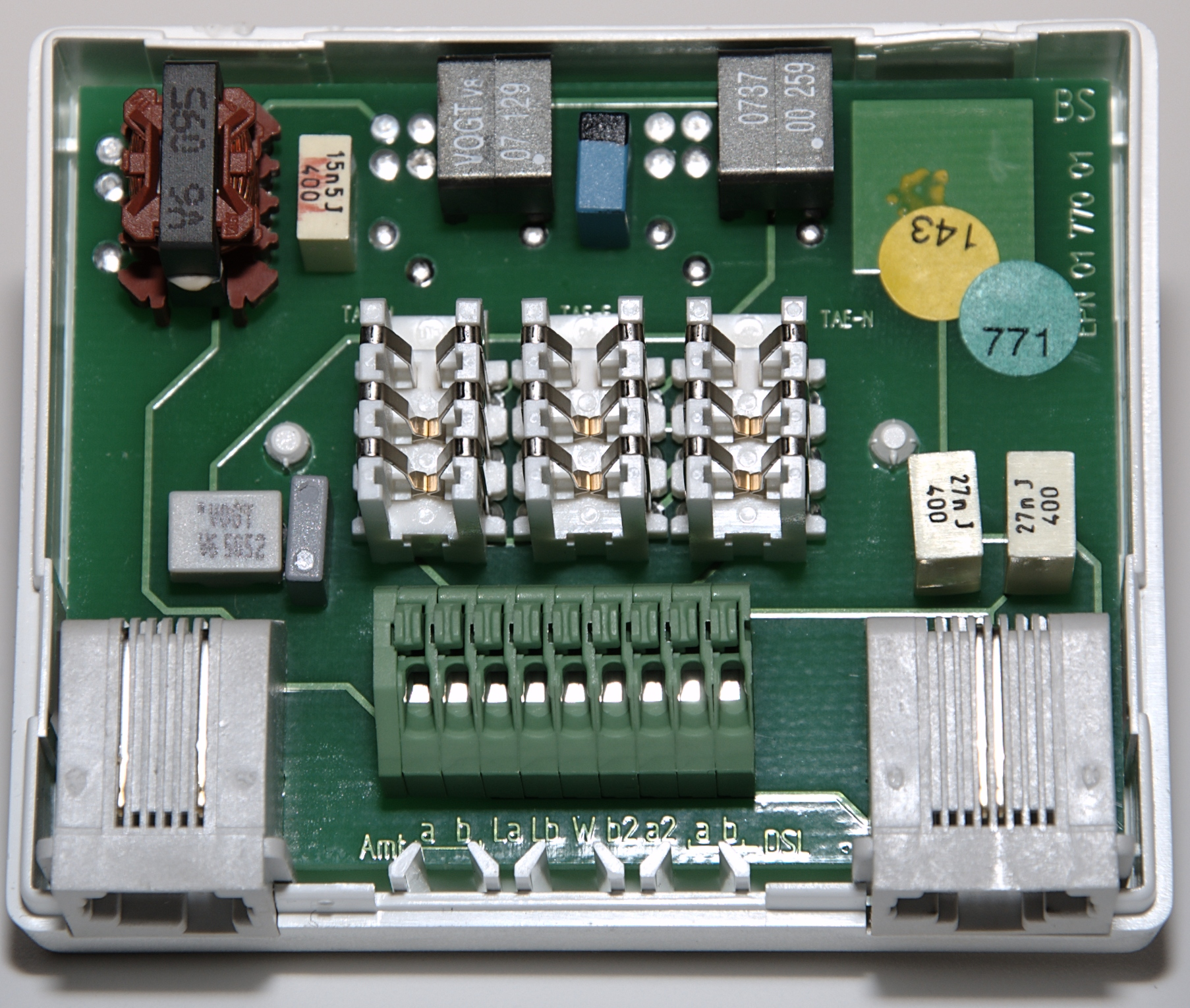
Geöffneter Splitter (Generation 2005)

An einem in Deutschland üblichen Splitter befinden sich folgende drei Buchsen:
- Eine RJ-Buchse für den Anschluss an die TAE-Buchse mit Hilfe des mitgelieferten Kabels (wie beim NTBA), bei der die Kontakte 1 und 6 mit Amt a/b belegt sind. Falls das mitgelieferte TAE-Kabel zu kurz ist, kann stattdessen ein längeres Installationskabel verwendet und direkt an den Klemmen Amt a/b des Splitters angeklemmt werden. Es sollte dann ein Kabel mit verdrillten Drähten verwendet werden, längere Flachkabel sind zu vermeiden.
- Eine NFN-TAE-Buchse zum Anschluss von analogen Telefonen, Faxgeräten, Anrufbeantwortern und Modems.
- Eine „RJ-45“-Buchse  (Modular-Buchse 8P2C), bei der die Kontakte 4 und 5 mit DSL a/b belegt sind.

Alternativ ist auch ein Anschluss direkt an der Klemmleiste möglich:
| Amt | Amt | TAE | TAE | TAE | TAE | TAE | DSL | DSL |
| --- | --- | --- | --- | --- | --- | --- | --- | --- |
| a   | b   | La  | Lb  | W   | b2  | a2  | a   | b   |

- Amt a/b ist der Eingang der Amtsleitung (Teilnehmeranschlussleitung), diese Klemmen liegen parallel zur RJ-Buchse
  - Hinweis: Wird der Splitter direkt an die Teilnehmeranschlussleitung angeschlossen und übernimmt dadurch die Funktion der  ersten TAE, sollte darauf geachtet werden, dass es sich um ein Modell mit integriertem passiven Prüfabschluss (PPA) handelt und dieser eingeschaltet ist, da ohne diesen eine Leitungsprüfung bei einer Störung nicht möglich ist
- TAE-Klemmen dienen dazu, den NTBA (bei einem ISDN-Anschluss) oder analoge Endgeräte (Telefone, Telefonmodems, Faxgeräte usw.) direkt anzuschließen
  - La und Lb: Wird an den Splitter keine AMT-Leitung angelegt, können La und Lb als Eingänge zur TAE-Dose des Splitters genutzt werden
  - Wird die AMT-Leitung genutzt, reicht es in der Regel aus, die analogen Endgeräte über die Klemmen La und Lb anzuschließen
  - Werden analoge Endgeräte gleichzeitig sowohl über TAE-Buchsen des Splitters als auch über die Klemmleiste angeschlossen, so sollten dort zur Vermeidung einer Parallelschaltung stattdessen die Klemmen a2 und b2 benutzt werden
  - Wird in die TAE-Dose des Splitters ein Telefon (F-Buchse) eingesteckt, so ist zu beachten, dass damit die Kontakte zu a2 und b2 unterbrochen werden und alle Teilnehmer ab a2 und b2 nicht mehr erreichbar sind. Lediglich einige Geräte mit N-Stecker (z. B. Fax oder Analog-Modem) können in die TAE-Dose des Splitters gesteckt werden, wenn an a2 und b2 weitere Geräte angeschlossen werden sollen, da sie die Kontakte intern im Standby-Modus selbst brücken und nur im aktiven Zustand öffnen. Mit vielen in Computern eingebauten Modems funktioniert dies aber nicht.
- DSL a/b liegen parallel zur „RJ-45“-Buchse, Weiterleitung zum Router/DSL-Modem
  - die DSL-a/b-Anschlüsse des Splitters werden mit den mittleren Kontakten (Pin 4 und 5 der „RJ-45“-Buchse) mit dem DSL-Modem/Router verbunden
  - die Verbindung zwischen Splitter und DSL-Modem/Router sollten mit einem verdrillten Adernpaar (Doppelader) erfolgen
  - unverdrillte Telefon-Flachkabel sind aus Gründen der elektromagnetischen Verträglichkeit unbedingt zu vermeiden
  - in einem Sternvierer bilden jeweils zwei gegenüberliegende Adern ein Paar

Für die Funktion eines Telefons ist es unerheblich, ob ein Splitter installiert ist. Weder eine Installation des Splitters zeitlich vor der DSL-Bereitstellung noch dessen Fehlen nach der DSL-Bereitstellung beeinträchtigen den Betrieb eines analogen oder ISDN-Telefonanschlusses.